# نادي الجمعية الإسلامية
نادي الجمعية الإسلامية هو نادٍ رياضي فلسطيني يقع مقره في مدينة غزة. ويتبع حركة المقاومة الإسلامية حماس.

## البطولات والألقاب
يضم نادي الجمعية الإسلامية عدة فرق لعدد من الرياضات أبرزها رياضة كرة القدم، ورياضة الكرة الطائرة. حققت الفرق الرياضية في نادي الجمعية الإسلامية العديد من الألقاب والإنجازات في مختلف الرياضات.

### فريق كرة القدم
في عام 2013، فاز فريق نادي الجمعية الإسلامية لكرة القدم بلقب بطولة كأس قطاع غزة لأول مرة في تاريخه بعدما تغلب في المباراة النهائية على فريق نادي خدمات الشاطئ بنتيجة بهدفين مقابل هدف وحيد.

## فريق الكرة الطائرة
في عام 2013، توج فريق نادي الجمعية الإسلامية للكرة الطائرة ببطولة كأس المرحوم عبد الرحمن ناصر للكرة الطائرة بعدما تغلب في المباراة النهائية على فريق نادي نماء الرياضي بثلاثة أشواط مقابل شوط واحد.

## رؤساء النادي
تولت العديد من الشخصيات رئاسة مجلس إدارة نادي الجمعية الإسلامية على مدار تاريخه. ويوضح الجدول التالي رؤساء مجلس إدارة النادي منذ تأسيسه وحتى الآن:
| الاسم           | تاريخ تولي المنصب | تاريخ ترك المنصب |
| --------------- | ----------------- | ---------------- |
| اسماعيل هنية    |                   |                  |
| عبد السلام هنية | 2014              |                  |
|                 |                   |                  |